# Радобой
46°10′ пн. ш. 15°55′ сх. д. / 46.16° пн. ш. 15.92° сх. д.
Радобой (хорв. Radoboj) – громада і населений пункт в Крапинсько-Загорській жупанії Хорватії.

## Населення
Населення громади за даними перепису 2011 року становило 3 387 осіб. Населення самого поселення становило 1 282 осіб.
Динаміка чисельності населення громади:
Динаміка чисельності населення центру громади:

## Населені пункти
Крім поселення Радобой, до громади також входять:
- Бреги-Радобойські
- Горяни-Сутинські
- Горня Шемниця
- Язвине
- Кралєвець-Радобойський
- Кралєвець-Шемницький
- Ореховець-Радобойський
- Страхінє-Радобойсько

## Клімат
Середня річна температура становить 9,90°C, середня максимальна – 23,93°C, а середня мінімальна – -6,41°C. Середня річна кількість опадів – 1028,00 мм.
| Клімат поселення                              | Клімат поселення | Клімат поселення | Клімат поселення | Клімат поселення | Клімат поселення | Клімат поселення | Клімат поселення | Клімат поселення | Клімат поселення | Клімат поселення | Клімат поселення | Клімат поселення | Клімат поселення |
| Показник                                      | Січ.             | Лют.             | Бер.             | Квіт.            | Трав.            | Черв.            | Лип.             | Серп.            | Вер.             | Жовт.            | Лист.            | Груд.            |                  |
| Середній максимум, °C                         | 5,57             | 7,59             | 11,77            | 16,07            | 20,90            | 23,93            | 23,44            | 22,91            | 18,97            | 13,86            | 8,25             | 4,50             |                  |
| Середня температура, °C                       | −0,4             | 1,60             | 5,77             | 10,07            | 14,90            | 17,92            | 19,63            | 19,08            | 15,15            | 10,03            | 4,42             | 0,66             |                  |
| Середній мінімум, °C                          | −6,41            | −4,4             | −0,22            | 4,08             | 8,90             | 11,94            | 15,80            | 15,26            | 11,32            | 6,20             | 0,60             | −3,16            |                  |
| Норма опадів, мм                              | 50               | 53               | 71               | 77               | 89               | 119              | 100              | 100              | 99               | 99               | 98               | 73               |                  |
| Середньомісячна швидкість вітру, м/с          | 1.74             | 1.93             | 2.30             | 2.30             | 2.17             | 1.91             | 1.90             | 1.70             | 1.70             | 1.74             | 1.83             | 1.80             |                  |
| Середньомісячна сонячна радіація, кДж/м²·день | 4061             | 6780             | 10434            | 14798            | 18805            | 20579            | 21514            | 18565            | 13768            | 8570             | 4513             | 3200             |                  |
| --------------------------------------------- | ---------------- | ---------------- | ---------------- | ---------------- | ---------------- | ---------------- | ---------------- | ---------------- | ---------------- | ---------------- | ---------------- | ---------------- | ---------------- |
| Джерело:                                      |                  |                  |                  |                  |                  |                  |                  |                  |                  |                  |                  |                  |                  |